# (37558) 1984 SG6
(37558) 1984 SG6 là một tiểu hành tinh vành đai chính. Nó được phát hiện bởi Henri Debehogne ở Đài thiên văn La Silla ở Chile ngày 22 tháng 9 năm 1984.